# 514
Cette page concerne l'année 514  du calendrier julien. Pour l'année 514 av. J.-C., voir 514 av. J.-C. Pour le nombre 514, voir 514 (nombre).
L'année 514 est une année commune qui commence un mercredi.

## Événements
- 27 juillet : début du pontificat de Hormisdas (fin en 523)[1].

- Vitalien, révolté contre Anastase en Thrace, menace de nouveau Constantinople à la fois par terre et par mer, alors que de nouvelles émeutes éclatent dans la ville. L'empereur doit lui verser 5000 livres d'or et lui donner le titre de magister militum pour la Thrace[2]. Il reconnait également le Trisagion orthodoxe, restaure les évêques chalcédoniens déposés et convoque un concile général à Héraclée pour le 1er juillet 515[3].

- Chine : Les Wei du Nord attaquent les Liang au Sichuan. Ils renoncent à leur offensive quand un moine Dacheng, Liu Sengshao, déclenche une révolte au Hebei[4].

## Naissances en 514
Pas de naissance connue.

## Décès en 514
- 19 juillet  : Symmaque, pape[1].